# Los Pinos, Amatitlán
Los Pinos är en ort i Mexiko.   Den ligger i kommunen Amatitlán och delstaten Veracruz, i den sydöstra delen av landet, 400 km öster om huvudstaden Mexico City. Los Pinos ligger 8 meter över havet och antalet invånare är 182.
Terrängen runt Los Pinos är mycket platt. Runt Los Pinos är det ganska glesbefolkat, med 50 invånare per kvadratkilometer. Närmaste större samhälle är Cosamaloapan de Carpio, 16,5 km sydväst om Los Pinos. Trakten runt Los Pinos består till största delen av jordbruksmark.